# Romerillo
Romerillo är en ort i Mexiko.   Den ligger i kommunen Chamula och delstaten Chiapas, i den sydöstra delen av landet, 800 km öster om huvudstaden Mexico City. Romerillo ligger 2 438 meter över havet och antalet invånare är 1 310.
Terrängen runt Romerillo är kuperad. Runt Romerillo är det tätbefolkat, med 530 invånare per kvadratkilometer. Närmaste större samhälle är San Cristóbal de las Casas, 8,7 km väster om Romerillo. Omgivningarna runt Romerillo är en mosaik av jordbruksmark och naturlig växtlighet.